# 拉塞爾瓦海灘 (加利福尼亞州)
拉塞爾瓦海灘（英語：La Selva Beach）是位於美國加利福尼亞州聖塔克魯茲縣的一個人口普查指定地區。

## 地理
拉塞爾瓦海灘的座標為36°55′39″N 121°50′40″W / 36.92750°N 121.84444°W，而該地最高點為海拔高度46米（即151英尺）。

## 人口
根據2010年美國人口普查的數據，拉塞爾瓦海灘的面積為13.718平方千米，均為陸地。當地共有人口2843人，而人口密度為每平方千米207人。